# Tour de Romandie féminin 2024
La 3e édition du Tour de Romandie féminin, a lieu du 6 au 8 septembre 2024. Il s'agit d'une épreuve de l'UCI World Tour féminin.
Elisa Balsamo remporte la première dans un sprint en côte. Le lendemain, tout se joue dans l'ascension finale. Demi Vollering devance au sprint sa coéquipière Lotte Kopecky. Cette dernière prend néanmoins la tête du classement général. Sur la dernière étape, Riejanne Markus et Niamh Fisher-Black effectuent une longue échappée et se disputent la victoire. Markus se montre la plus rapide. Au classement général, Kopecky devance Vollering et Gaia Realini, également meilleure jeune. Kopecky est la meilleure grimpeuse et Elisa Balsamo gagne le classement par points.

## Présentation

### Équipes
| UCI Women's WorldTeams (15)- AG Insurance-Soudal Team - Canyon-SRAM Racing - Ceratizit-WNT Pro Cycling - FDJ-Suez - Fenix-Deceuninck - Human Powered Health - Lidl-Trek - Liv AlUla Jayco - Movistar Team - Roland - Team DSM-Firmenich PostNL - SD Worx-Protime - Team Visma \| Lease a Bike - UAE Team ADQ - Uno-X Mobility Équipe féminine continentale- Cofidis Équipe nationale- Suisse |
| |

## Étapes
| Étape     | Date    | Villes étapes                | type              | Distance (km) | Vainqueur d'étape | Leader du classement général |
| --------- | ------- | ---------------------------- | ----------------- | ------------- | ----------------- | ---------------------------- |
| 1re étape | 6 sept. | La Grande Béroche – Lausanne | étape vallonnée   | 133,8         | Elisa Balsamo     | Elisa Balsamo                |
| 2e étape  | 7 sept. | Chippis – Vercorin           | étape de montagne | 101,9         | Demi Vollering    | Lotte Kopecky                |
| 3e étape  | 8 sept. | Morges – Morges              | étape vallonnée   | 144,2         | Riejanne Markus   | Lotte Kopecky                |

## Déroulement de la course

### 1reétape
À mi-étape, Caroline Andersson effectue une brève échappée. Après la montée de Saint-Cierges, Anouska Koster attaque et emmène avec elle seize autres coureuses dont Elisa Balsamo, Mavi García, Ingvild Gåskjenn,  Julie Bego, Chloé Dygert. Elles atteignent le pied du Mont-Pèlerin avec trente-cinq secondes d'avance. García, Gåskjenn et Bego accélèrent, ce qui provoque une sélection. Le peloton reprend le groupe dans la descente. À sept kilomètres de l'arrivée, Christine Majerus et Elizabeth Holden se disputent le sprint intermédiaire et poursuivent leur effort. Elles sont reprises à deux kilomètres et demi de la ligne.  Silke Smulders tente de faire le kilomètre, mais Demi Vollering la reprend immédiatement. Lotte Kopecky lance le sprint, mais Elisa Balsamo parvient à la remonter pour lever les bras.
| \| Classement de l'étape \| Classement de l'étape \| Classement de l'étape \| Classement de l'étape \| Classement de l'étape \| \| Coureuse \| Coureuse \| Pays \| Équipe \| Temps \| \| --------------------- \| --------------------- \| --------------------- \| ------------------------- \| --------------------- \| \| 1re \| Elisa Balsamo \| Italie \| Lidl-Trek \| 3 h 29 min 15 s \| \| 2e \| Lotte Kopecky \| Belgique \| SD Worx-Protime \| + 0 s \| \| 3e \| Liane Lippert \| Allemagne \| Movistar Team \| + 0 s \| \| 4e \| Noemi Rüegg \| Suisse \| EF-Oatly-Cannondale \| + 0 s \| \| 5e \| Mavi García \| Espagne \| Liv AlUla Jayco \| + 0 s \| \| 6e \| Nienke Vinke \| Pays-Bas \| Team dsm-firmenich PostNL \| + 0 s \| \| 7e \| Ashleigh Moolman \| Afrique du Sud \| AG Insurance-Soudal Team \| + 0 s \| \| 8e \| Demi Vollering \| Pays-Bas \| SD Worx-Protime \| + 0 s \| \| 9e \| Évita Muzic \| France \| FDJ-Suez \| + 0 s \| \| 10e \| Juliette Labous \| France \| Team dsm-firmenich PostNL \| + 0 s \| |                  |                |                           |                 |
| |                  |                |                           |                 |
| |                  |                |                           |                 |
| Classement de l'étape |                  |                |                           |                 |
| Coureuse | Coureuse         | Pays           | Équipe                    | Temps           |
| 1re | Elisa Balsamo    | Italie         | Lidl-Trek                 | 3 h 29 min 15 s |
| 2e | Lotte Kopecky    | Belgique       | SD Worx-Protime           | + 0 s           |
| 3e | Liane Lippert    | Allemagne      | Movistar Team             | + 0 s           |
| 4e | Noemi Rüegg      | Suisse         | EF-Oatly-Cannondale       | + 0 s           |
| 5e | Mavi García      | Espagne        | Liv AlUla Jayco           | + 0 s           |
| 6e | Nienke Vinke     | Pays-Bas       | Team dsm-firmenich PostNL | + 0 s           |
| 7e | Ashleigh Moolman | Afrique du Sud | AG Insurance-Soudal Team  | + 0 s           |
| 8e | Demi Vollering   | Pays-Bas       | SD Worx-Protime           | + 0 s           |
| 9e | Évita Muzic      | France         | FDJ-Suez                  | + 0 s           |
| 10e | Juliette Labous  | France         | Team dsm-firmenich PostNL | + 0 s           |

| \| Classement général \| Classement général \| Classement général \| Classement général \| Classement général \| \| Coureuse \| Coureuse \| Pays \| Équipe \| Temps \| \| ------------------ \| ------------------ \| ------------------ \| ------------------------- \| ------------------ \| \| 1re \| Elisa Balsamo \| Italie \| Lidl-Trek \| 3 h 29 min 05 s \| \| 2e \| Lotte Kopecky \| Belgique \| SD Worx-Protime \| + 4 s \| \| 3e \| Liane Lippert \| Allemagne \| Movistar Team \| + 6 s \| \| 4e \| Noemi Rüegg \| Suisse \| EF-Oatly-Cannondale \| + 10 s \| \| 5e \| Mavi García \| Espagne \| Liv AlUla Jayco \| + 10 s \| \| 6e \| Nienke Vinke \| Pays-Bas \| Team dsm-firmenich PostNL \| + 10 s \| \| 7e \| Ashleigh Moolman \| Afrique du Sud \| AG Insurance-Soudal Team \| + 10 s \| \| 8e \| Demi Vollering \| Pays-Bas \| SD Worx-Protime \| + 10 s \| \| 9e \| Évita Muzic \| France \| FDJ-Suez \| + 10 s \| \| 10e \| Juliette Labous \| France \| Team dsm-firmenich PostNL \| + 10 s \| |                  |                |                           |                 |
| |                  |                |                           |                 |
| |                  |                |                           |                 |
| Classement général |                  |                |                           |                 |
| Coureuse | Coureuse         | Pays           | Équipe                    | Temps           |
| 1re | Elisa Balsamo    | Italie         | Lidl-Trek                 | 3 h 29 min 05 s |
| 2e | Lotte Kopecky    | Belgique       | SD Worx-Protime           | + 4 s           |
| 3e | Liane Lippert    | Allemagne      | Movistar Team             | + 6 s           |
| 4e | Noemi Rüegg      | Suisse         | EF-Oatly-Cannondale       | + 10 s          |
| 5e | Mavi García      | Espagne        | Liv AlUla Jayco           | + 10 s          |
| 6e | Nienke Vinke     | Pays-Bas       | Team dsm-firmenich PostNL | + 10 s          |
| 7e | Ashleigh Moolman | Afrique du Sud | AG Insurance-Soudal Team  | + 10 s          |
| 8e | Demi Vollering   | Pays-Bas       | SD Worx-Protime           | + 10 s          |
| 9e | Évita Muzic      | France         | FDJ-Suez                  | + 10 s          |
| 10e | Juliette Labous  | France         | Team dsm-firmenich PostNL | + 10 s          |

### 2eétape
Une échappée de quatre coureuses se forme. Il s'agit de : Sofia Bertizzolo, Giada Borghesi, Noelle Ingold et Jasmin Liechti. Leur avance n'excède jamais la minute et elles sont reprises avant la montée du mont Varen. Rosita Reijnhout tente, mais c'est Caroline Andersson qui parvient à prendre quelques secondes d'avance. Elle est revue dans la descente. Dans la montée finale, Ashleigh Moolman-Pasio passe à l'offensive. Seules Demi Vollering et Chloe Dygert parviennent à la suivre. Mavi Garcia provoque le regroupement. Elles sont douze en tête à cinq kilomètres de la fin. Nienke Vinke attaque un kilomètre plus loin, mais Garcia est vigilante. Gaia Realini attaque à deux kilomètres et demi de la ligne, ce qui distance l'Espagnole. Niamh Fisher-Black est la suivante à accélérer. Realini contre, mais est suivie par Vollering et Kopecky. Vollering place une accélération nette sous la flamme rouge, ce qui lâche Realini. Au sprint, Vollering s'impose par une faible marge. C'est cependant la Belge qui prend la tête du classement général.
| \| Classement de l'étape \| Classement de l'étape \| Classement de l'étape \| Classement de l'étape \| Classement de l'étape \| \| Coureuse \| Coureuse \| Pays \| Équipe \| Temps \| \| --------------------- \| --------------------- \| --------------------- \| ------------------------- \| --------------------- \| \| 1re \| Demi Vollering \| Pays-Bas \| SD Worx-Protime \| 2 h 50 min 17 s \| \| 2e \| Lotte Kopecky \| Belgique \| SD Worx-Protime \| + 0 s \| \| 3e \| Gaia Realini \| Italie \| Lidl-Trek \| + 34 s \| \| 4e \| Mavi García \| Espagne \| Liv AlUla Jayco \| + 49 s \| \| 5e \| Juliette Labous \| France \| Team dsm-firmenich PostNL \| + 54 s \| \| 6e \| Niamh Fisher-Black \| Nouvelle-Zélande \| SD Worx-Protime \| + 1 min 02 s \| \| 7e \| Sarah Gigante \| Australie \| AG Insurance-Soudal Team \| + 1 min 06 s \| \| 8e \| Ashleigh Moolman \| Afrique du Sud \| AG Insurance-Soudal Team \| + 1 min 16 s \| \| 9e \| Lore De Schepper \| Belgique \| AG Insurance-Soudal Team \| + 1 min 22 s \| \| 10e \| Cédrine Kerbaol \| France \| Ceratizit-WNT Pro Cycling \| + 1 min 27 s \| |                    |                  |                           |                 |
| |                    |                  |                           |                 |
| |                    |                  |                           |                 |
| Classement de l'étape |                    |                  |                           |                 |
| Coureuse | Coureuse           | Pays             | Équipe                    | Temps           |
| 1re | Demi Vollering     | Pays-Bas         | SD Worx-Protime           | 2 h 50 min 17 s |
| 2e | Lotte Kopecky      | Belgique         | SD Worx-Protime           | + 0 s           |
| 3e | Gaia Realini       | Italie           | Lidl-Trek                 | + 34 s          |
| 4e | Mavi García        | Espagne          | Liv AlUla Jayco           | + 49 s          |
| 5e | Juliette Labous    | France           | Team dsm-firmenich PostNL | + 54 s          |
| 6e | Niamh Fisher-Black | Nouvelle-Zélande | SD Worx-Protime           | + 1 min 02 s    |
| 7e | Sarah Gigante      | Australie        | AG Insurance-Soudal Team  | + 1 min 06 s    |
| 8e | Ashleigh Moolman   | Afrique du Sud   | AG Insurance-Soudal Team  | + 1 min 16 s    |
| 9e | Lore De Schepper   | Belgique         | AG Insurance-Soudal Team  | + 1 min 22 s    |
| 10e | Cédrine Kerbaol    | France           | Ceratizit-WNT Pro Cycling | + 1 min 27 s    |

| \| Classement général \| Classement général \| Classement général \| Classement général \| Classement général \| \| Coureuse \| Coureuse \| Pays \| Équipe \| Temps \| \| ------------------ \| ------------------ \| ------------------ \| ------------------------- \| ------------------ \| \| 1re \| Lotte Kopecky \| Belgique \| SD Worx-Protime \| 6 h 19 min 20 s \| \| 2e \| Demi Vollering \| Pays-Bas \| SD Worx-Protime \| + 2 s \| \| 3e \| Gaia Realini \| Italie \| Lidl-Trek \| + 42 s \| \| 4e \| Mavi García \| Espagne \| Liv AlUla Jayco \| + 1 min 01 s \| \| 5e \| Juliette Labous \| France \| Team dsm-firmenich PostNL \| + 1 min 06 s \| \| 6e \| Niamh Fisher-Black \| Nouvelle-Zélande \| SD Worx-Protime \| + 1 min 14 s \| \| 7e \| Sarah Gigante \| Australie \| AG Insurance-Soudal Team \| + 1 min 18 s \| \| 8e \| Ashleigh Moolman \| Afrique du Sud \| AG Insurance-Soudal Team \| + 1 min 28 s \| \| 9e \| Lore De Schepper \| Belgique \| AG Insurance-Soudal Team \| + 1 min 34 s \| \| 10e \| Cédrine Kerbaol \| France \| Ceratizit-WNT Pro Cycling \| + 1 min 39 s \| |                    |                  |                           |                 |
| |                    |                  |                           |                 |
| |                    |                  |                           |                 |
| Classement général |                    |                  |                           |                 |
| Coureuse | Coureuse           | Pays             | Équipe                    | Temps           |
| 1re | Lotte Kopecky      | Belgique         | SD Worx-Protime           | 6 h 19 min 20 s |
| 2e | Demi Vollering     | Pays-Bas         | SD Worx-Protime           | + 2 s           |
| 3e | Gaia Realini       | Italie           | Lidl-Trek                 | + 42 s          |
| 4e | Mavi García        | Espagne          | Liv AlUla Jayco           | + 1 min 01 s    |
| 5e | Juliette Labous    | France           | Team dsm-firmenich PostNL | + 1 min 06 s    |
| 6e | Niamh Fisher-Black | Nouvelle-Zélande | SD Worx-Protime           | + 1 min 14 s    |
| 7e | Sarah Gigante      | Australie        | AG Insurance-Soudal Team  | + 1 min 18 s    |
| 8e | Ashleigh Moolman   | Afrique du Sud   | AG Insurance-Soudal Team  | + 1 min 28 s    |
| 9e | Lore De Schepper   | Belgique         | AG Insurance-Soudal Team  | + 1 min 34 s    |
| 10e | Cédrine Kerbaol    | France           | Ceratizit-WNT Pro Cycling | + 1 min 39 s    |

### 3eétape
Dans le premier tour, un groupe se forme avec Mijntje Geurts, Henrietta Christie, Mireia Benito et Hannah Ludwig. Plus loin, Demi Vollering, Chloé Dygert et Grace Brown reviennent sur ce groupe, mais le peloton les reprend. Peu après le premier sprint intermédiaire, Riejanne Markus et Niamh Fisher-Black sortent. Leur avantage atteint quatre minutes. Une attaque de Liane Lippert à vingt-et-un kilomètres de l'arrivée, conduit à la formation d'un contre avec : Lotte Kopecky, Silke Smulders, Noemi Rüegg, Élise Chabbey, Eleonora Gasparrini, Demi Vollering et Juliette Labous. Grace Brown revient ensuite. La collaboration est mauvaise et le peloton revient. Nienke Vinke contre avec Antonia Niedermaier en poursuite. Elles sont reprises à onze kilomètres de la fin. Le duo de tête maintient un faible avantage, grâce au travail de Fisher-Black qui veut remonter au classement général. Dans ces conditions, Riejanne Markus s'impose dans le sprint. Lotte Kopecky conserve la tête du classement général.
| \| Classement de l'étape \| Classement de l'étape \| Classement de l'étape \| Classement de l'étape \| Classement de l'étape \| \| Coureuse \| Coureuse \| Pays \| Équipe \| Temps \| \| --------------------- \| --------------------- \| --------------------- \| -------------------------- \| --------------------- \| \| 1re \| Riejanne Markus \| Pays-Bas \| Team Visma \\| Lease a Bike \| 3 h 38 min 44 s \| \| 2e \| Niamh Fisher-Black \| Nouvelle-Zélande \| SD Worx-Protime \| + 0 s \| \| 3e \| Lotte Kopecky \| Belgique \| SD Worx-Protime \| + 21 s \| \| 4e \| Noemi Rüegg \| Suisse \| EF-Oatly-Cannondale \| + 21 s \| \| 5e \| Eleonora Gasparrini \| Italie \| UAE Team ADQ \| + 21 s \| \| 6e \| Liane Lippert \| Allemagne \| Movistar Team \| + 21 s \| \| 7e \| Mareille Meijering \| Pays-Bas \| Movistar Team \| + 21 s \| \| 8e \| Ingvild Gåskjenn \| Norvège \| Liv AlUla Jayco \| + 21 s \| \| 9e \| Lore De Schepper \| Belgique \| AG Insurance-Soudal Team \| + 21 s \| \| 10e \| Juliette Labous \| France \| Team dsm-firmenich PostNL \| + 21 s \| |                     |                  |                            |                 |
| |                     |                  |                            |                 |
| |                     |                  |                            |                 |
| Classement de l'étape |                     |                  |                            |                 |
| Coureuse | Coureuse            | Pays             | Équipe                     | Temps           |
| 1re | Riejanne Markus     | Pays-Bas         | Team Visma \| Lease a Bike | 3 h 38 min 44 s |
| 2e | Niamh Fisher-Black  | Nouvelle-Zélande | SD Worx-Protime            | + 0 s           |
| 3e | Lotte Kopecky       | Belgique         | SD Worx-Protime            | + 21 s          |
| 4e | Noemi Rüegg         | Suisse           | EF-Oatly-Cannondale        | + 21 s          |
| 5e | Eleonora Gasparrini | Italie           | UAE Team ADQ               | + 21 s          |
| 6e | Liane Lippert       | Allemagne        | Movistar Team              | + 21 s          |
| 7e | Mareille Meijering  | Pays-Bas         | Movistar Team              | + 21 s          |
| 8e | Ingvild Gåskjenn    | Norvège          | Liv AlUla Jayco            | + 21 s          |
| 9e | Lore De Schepper    | Belgique         | AG Insurance-Soudal Team   | + 21 s          |
| 10e | Juliette Labous     | France           | Team dsm-firmenich PostNL  | + 21 s          |

## Classements finals

### Classement général final
| \| Classement général \| Classement général \| Classement général \| Classement général \| Classement général \| \| Coureuse \| Coureuse \| Pays \| Équipe \| Temps \| \| ------------------ \| ------------------ \| ------------------ \| ------------------------- \| ------------------ \| \| 1re \| Lotte Kopecky \| Belgique \| SD Worx-Protime \| 9 h 58 min 21 s \| \| 2e \| Demi Vollering \| Pays-Bas \| SD Worx-Protime \| + 6 s \| \| 3e \| Gaia Realini \| Italie \| Lidl-Trek \| + 46 s \| \| 4e \| Niamh Fisher-Black \| Nouvelle-Zélande \| SD Worx-Protime \| + 51 s \| \| 5e \| Mavi García \| Espagne \| Liv AlUla Jayco \| + 1 min 05 s \| \| 6e \| Juliette Labous \| France \| Team dsm-firmenich PostNL \| + 1 min 10 s \| \| 7e \| Ashleigh Moolman \| Afrique du Sud \| AG Insurance-Soudal Team \| + 1 min 32 s \| \| 8e \| Lore De Schepper \| Belgique \| AG Insurance-Soudal Team \| + 1 min 38 s \| \| 9e \| Cédrine Kerbaol \| France \| Ceratizit-WNT Pro Cycling \| + 1 min 43 s \| \| 10e \| Nienke Vinke \| Pays-Bas \| Team dsm-firmenich PostNL \| + 2 min 07 s \| |                    |                  |                           |                 |
| |                    |                  |                           |                 |
| Source : ProCyclingStats |                    |                  |                           |                 |
| Classement général |                    |                  |                           |                 |
| Coureuse | Coureuse           | Pays             | Équipe                    | Temps           |
| 1re | Lotte Kopecky      | Belgique         | SD Worx-Protime           | 9 h 58 min 21 s |
| 2e | Demi Vollering     | Pays-Bas         | SD Worx-Protime           | + 6 s           |
| 3e | Gaia Realini       | Italie           | Lidl-Trek                 | + 46 s          |
| 4e | Niamh Fisher-Black | Nouvelle-Zélande | SD Worx-Protime           | + 51 s          |
| 5e | Mavi García        | Espagne          | Liv AlUla Jayco           | + 1 min 05 s    |
| 6e | Juliette Labous    | France           | Team dsm-firmenich PostNL | + 1 min 10 s    |
| 7e | Ashleigh Moolman   | Afrique du Sud   | AG Insurance-Soudal Team  | + 1 min 32 s    |
| 8e | Lore De Schepper   | Belgique         | AG Insurance-Soudal Team  | + 1 min 38 s    |
| 9e | Cédrine Kerbaol    | France           | Ceratizit-WNT Pro Cycling | + 1 min 43 s    |
| 10e | Nienke Vinke       | Pays-Bas         | Team dsm-firmenich PostNL | + 2 min 07 s    |

### Points UCI

#### Points attribués
| Position                  | 1er | 2e  | 3e  | 4e  | 5e  | 6e  | 7e  | 8e  | 9e | 10e | 11e | 12e | 13e | 14e | 15e | 16e à 20e | 21e à 30e | 31e à 40e |  |  |
| Classement général        | 400 | 320 | 260 | 220 | 180 | 140 | 120 | 100 | 80 | 68  | 56  | 48  | 40  | 32  | 28  | 24        | 16        | 8         |  |  |
| Étapes et demi-étapes     | 50  | 40  | 30  | 25  | 20  | 18  | 15  | 10  | 8  | 6   |     |     |     |     |     |           |           |           |  |  |
| Port du maillot de leader | 8   |     |     |     |     |     |     |     |    |     |     |     |     |     |     |           |           |           |  |  |

### Classements annexes
| Classement par points | Classement par points | Classement par points | Classement par points      | Classement par points |
| Coureuse              | Coureuse              | Pays                  | Équipe                     | Points                |
| --------------------- | --------------------- | --------------------- | -------------------------- | --------------------- |
| 1re                   | Elisa Balsamo         | Italie                | Lidl-Trek                  | 80 pts                |
| 2e                    | Lotte Kopecky         | Belgique              | SD Worx-Protime            | 75 pts                |
| 3e                    | Riejanne Markus       | Pays-Bas              | Team Visma \| Lease a Bike | 60 pts                |
| 4e                    | Niamh Fisher-Black    | Nouvelle-Zélande      | SD Worx-Protime            | 60 pts                |
| 5e                    | Demi Vollering        | Pays-Bas              | SD Worx-Protime            | 40 pts                |
| 6e                    | Christine Majerus     | Luxembourg            | SD Worx-Protime            | 40 pts                |
| 7e                    | Mavi García           | Espagne               | Liv AlUla Jayco            | 37 pts                |
| 8e                    | Noemi Rüegg           | Suisse                | EF-Oatly-Cannondale        | 36 pts                |
| 9e                    | Liane Lippert         | Allemagne             | Movistar Team              | 34 pts                |
| 10e                   | Juliette Labous       | France                | Team dsm-firmenich PostNL  | 31 pts                |

| Classement par points | Classement par points | Classement par points | Classement par points      | Classement par points |
| Coureuse              | Coureuse              | Pays                  | Équipe                     | Points                |
| --------------------- | --------------------- | --------------------- | -------------------------- | --------------------- |
| 1re                   | Elisa Balsamo         | Italie                | Lidl-Trek                  | 80 pts                |
| 2e                    | Lotte Kopecky         | Belgique              | SD Worx-Protime            | 75 pts                |
| 3e                    | Riejanne Markus       | Pays-Bas              | Team Visma \| Lease a Bike | 60 pts                |
| 4e                    | Niamh Fisher-Black    | Nouvelle-Zélande      | SD Worx-Protime            | 60 pts                |
| 5e                    | Demi Vollering        | Pays-Bas              | SD Worx-Protime            | 40 pts                |
| 6e                    | Christine Majerus     | Luxembourg            | SD Worx-Protime            | 40 pts                |
| 7e                    | Mavi García           | Espagne               | Liv AlUla Jayco            | 37 pts                |
| 8e                    | Noemi Rüegg           | Suisse                | EF-Oatly-Cannondale        | 36 pts                |
| 9e                    | Liane Lippert         | Allemagne             | Movistar Team              | 34 pts                |
| 10e                   | Juliette Labous       | France                | Team dsm-firmenich PostNL  | 31 pts                |

| Classement de la montagne | Classement de la montagne | Classement de la montagne | Classement de la montagne  | Classement de la montagne |
| Coureuse                  | Coureuse                  | Pays                      | Équipe                     | Points                    |
| ------------------------- | ------------------------- | ------------------------- | -------------------------- | ------------------------- |
| 1re                       | Lotte Kopecky             | Belgique                  | SD Worx-Protime            | 18 pts                    |
| 2e                        | Yara Kastelijn            | Pays-Bas                  | Fenix-Deceuninck           | 15 pts                    |
| 3e                        | Demi Vollering            | Pays-Bas                  | SD Worx-Protime            | 12 pts                    |
| 4e                        | Niamh Fisher-Black        | Nouvelle-Zélande          | SD Worx-Protime            | 10 pts                    |
| 5e                        | Femke Gerritse            | Pays-Bas                  | SD Worx-Protime            | 7 pts                     |
| 6e                        | Gaia Realini              | Italie                    | Lidl-Trek                  | 6 pts                     |
| 7e                        | Riejanne Markus           | Pays-Bas                  | Team Visma \| Lease a Bike | 6 pts                     |
| 8e                        | Elise Chabbey             | Suisse                    | Canyon-SRAM Racing         | 6 pts                     |
| 9e                        | Caroline Andersson        | Suède                     | Liv AlUla Jayco            | 5 pts                     |
| 10e                       | Mavi García               | Espagne                   | Liv AlUla Jayco            | 5 pts                     |

| Classement de la montagne | Classement de la montagne | Classement de la montagne | Classement de la montagne  | Classement de la montagne |
| Coureuse                  | Coureuse                  | Pays                      | Équipe                     | Points                    |
| ------------------------- | ------------------------- | ------------------------- | -------------------------- | ------------------------- |
| 1re                       | Lotte Kopecky             | Belgique                  | SD Worx-Protime            | 18 pts                    |
| 2e                        | Yara Kastelijn            | Pays-Bas                  | Fenix-Deceuninck           | 15 pts                    |
| 3e                        | Demi Vollering            | Pays-Bas                  | SD Worx-Protime            | 12 pts                    |
| 4e                        | Niamh Fisher-Black        | Nouvelle-Zélande          | SD Worx-Protime            | 10 pts                    |
| 5e                        | Femke Gerritse            | Pays-Bas                  | SD Worx-Protime            | 7 pts                     |
| 6e                        | Gaia Realini              | Italie                    | Lidl-Trek                  | 6 pts                     |
| 7e                        | Riejanne Markus           | Pays-Bas                  | Team Visma \| Lease a Bike | 6 pts                     |
| 8e                        | Elise Chabbey             | Suisse                    | Canyon-SRAM Racing         | 6 pts                     |
| 9e                        | Caroline Andersson        | Suède                     | Liv AlUla Jayco            | 5 pts                     |
| 10e                       | Mavi García               | Espagne                   | Liv AlUla Jayco            | 5 pts                     |

| Classement du meilleur jeune | Classement du meilleur jeune | Classement du meilleur jeune | Classement du meilleur jeune | Classement du meilleur jeune |
| Coureuse                     | Coureuse                     | Pays                         | Équipe                       | Temps                        |
| ---------------------------- | ---------------------------- | ---------------------------- | ---------------------------- | ---------------------------- |
| 1re                          | Gaia Realini                 | Italie                       | Lidl-Trek                    | 9 h 59 min 07 s              |
| 2e                           | Niamh Fisher-Black           | Nouvelle-Zélande             | SD Worx-Protime              | + 5 s                        |
| 3e                           | Lore De Schepper             | Belgique                     | AG Insurance-Soudal Team     | + 52 s                       |
| 4e                           | Cédrine Kerbaol              | France                       | Ceratizit-WNT Pro Cycling    | + 57 s                       |
| 5e                           | Nienke Vinke                 | Pays-Bas                     | Team dsm-firmenich PostNL    | + 1 min 21 s                 |
| 6e                           | Sarah Gigante                | Australie                    | AG Insurance-Soudal Team     | + 1 min 26 s                 |
| 7e                           | Antonia Niedermaier          | Allemagne                    | Canyon-SRAM Racing           | + 1 min 52 s                 |
| 8e                           | Noemi Rüegg                  | Suisse                       | EF-Oatly-Cannondale          | + 2 min 19 s                 |
| 9e                           | Caroline Andersson           | Suède                        | Liv AlUla Jayco              | + 2 min 53 s                 |
| 10e                          | Barbara Malcotti             | Italie                       | Human Powered Health         | + 3 min 03 s                 |

| Classement du meilleur jeune | Classement du meilleur jeune | Classement du meilleur jeune | Classement du meilleur jeune | Classement du meilleur jeune |
| Coureuse                     | Coureuse                     | Pays                         | Équipe                       | Temps                        |
| ---------------------------- | ---------------------------- | ---------------------------- | ---------------------------- | ---------------------------- |
| 1re                          | Gaia Realini                 | Italie                       | Lidl-Trek                    | 9 h 59 min 07 s              |
| 2e                           | Niamh Fisher-Black           | Nouvelle-Zélande             | SD Worx-Protime              | + 5 s                        |
| 3e                           | Lore De Schepper             | Belgique                     | AG Insurance-Soudal Team     | + 52 s                       |
| 4e                           | Cédrine Kerbaol              | France                       | Ceratizit-WNT Pro Cycling    | + 57 s                       |
| 5e                           | Nienke Vinke                 | Pays-Bas                     | Team dsm-firmenich PostNL    | + 1 min 21 s                 |
| 6e                           | Sarah Gigante                | Australie                    | AG Insurance-Soudal Team     | + 1 min 26 s                 |
| 7e                           | Antonia Niedermaier          | Allemagne                    | Canyon-SRAM Racing           | + 1 min 52 s                 |
| 8e                           | Noemi Rüegg                  | Suisse                       | EF-Oatly-Cannondale          | + 2 min 19 s                 |
| 9e                           | Caroline Andersson           | Suède                        | Liv AlUla Jayco              | + 2 min 53 s                 |
| 10e                          | Barbara Malcotti             | Italie                       | Human Powered Health         | + 3 min 03 s                 |

| Classement par équipes | Classement par équipes     | Classement par équipes | Classement par équipes |
| Équipe                 | Équipe                     | Pays                   | Temps                  |
| ---------------------- | -------------------------- | ---------------------- | ---------------------- |
| 1re                    | SD Worx-Protime            | Pays-Bas               | 29 h 56 min 32 s       |
| 2e                     | AG Insurance-Soudal Team   | Belgique               | + 3 min 53 s           |
| 3e                     | Liv AlUla Jayco            | Australie              | + 6 min 02 s           |
| 4e                     | Team DSM-Firmenich PostNL  | Pays-Bas               | + 12 min 59 s          |
| 5e                     | Movistar Team              | Espagne                | + 15 min 26 s          |
| 6e                     | Team Visma \| Lease a Bike | Pays-Bas               | + 16 min 08 s          |
| 7e                     | Canyon-SRAM Racing         | Allemagne              | + 17 min 21 s          |
| 8e                     | Ceratizit-WNT Pro Cycling  | Allemagne              | + 19 min 17 s          |
| 9e                     | Fenix-Deceuninck           | Belgique               | + 20 min 26 s          |
| 10e                    | Lidl-Trek                  | États-Unis             | + 25 min 57 s          |

| Classement par équipes | Classement par équipes     | Classement par équipes | Classement par équipes |
| Équipe                 | Équipe                     | Pays                   | Temps                  |
| ---------------------- | -------------------------- | ---------------------- | ---------------------- |
| 1re                    | SD Worx-Protime            | Pays-Bas               | 29 h 56 min 32 s       |
| 2e                     | AG Insurance-Soudal Team   | Belgique               | + 3 min 53 s           |
| 3e                     | Liv AlUla Jayco            | Australie              | + 6 min 02 s           |
| 4e                     | Team DSM-Firmenich PostNL  | Pays-Bas               | + 12 min 59 s          |
| 5e                     | Movistar Team              | Espagne                | + 15 min 26 s          |
| 6e                     | Team Visma \| Lease a Bike | Pays-Bas               | + 16 min 08 s          |
| 7e                     | Canyon-SRAM Racing         | Allemagne              | + 17 min 21 s          |
| 8e                     | Ceratizit-WNT Pro Cycling  | Allemagne              | + 19 min 17 s          |
| 9e                     | Fenix-Deceuninck           | Belgique               | + 20 min 26 s          |
| 10e                    | Lidl-Trek                  | États-Unis             | + 25 min 57 s          |

## Évolution des classements
| Étape              |                    | Vainqueur       | Classement général _ | Classement par points | Meilleure grimpeuse _ | Meilleure jeune | Meilleure équipe _ |
| ------------------ | ------------------ | --------------- | -------------------- | --------------------- | --------------------- | --------------- | ------------------ |
| 1re étape          | étape vallonnée    | Elisa Balsamo   | Elisa Balsamo        | Elisa Balsamo         | Yara Kastelijn        | Noemi Rüegg     | SD Worx-Protime    |
| 2e étape           | étape de montagne  | Demi Vollering  | Lotte Kopecky        | Elisa Balsamo         | Lotte Kopecky         | Gaia Realini    | SD Worx-Protime    |
| 3e étape           | étape vallonnée    | Riejanne Markus | Lotte Kopecky        | Elisa Balsamo         | Lotte Kopecky         | Gaia Realini    | SD Worx-Protime    |
| Classements finals | Classements finals |                 | Lotte Kopecky        | Elisa Balsamo         | Lotte Kopecky         | Gaia Realini    | non attribué       |

## Liste des participantes
| SD Worx-Protime SDW | SD Worx-Protime SDW      | SD Worx-Protime SDW |
| ------------------- | ------------------------ | ------------------- |
| Num                 | Coureuse                 | Pos                 |
| 1                   | Demi Vollering (NED)     | 2e                  |
| 2                   | Niamh Fisher-Black (NZL) | 4e                  |
| 3                   | Femke Gerritse (NED)     | 68e                 |
| 4                   | Lotte Kopecky (BEL)      | 1re                 |
| 5                   | Christine Majerus (LUX)  | 48e                 |
| 6                   | Femke Markus (NED)       | 59e                 |

| Lidl-Trek LTK | Lidl-Trek LTK            | Lidl-Trek LTK |
| ------------- | ------------------------ | ------------- |
| Num           | Coureuse                 | Pos           |
| 11            | Elisa Balsamo (ITA)      | 55e           |
| 12            | Lauretta Hanson (AUS)    | 62e           |
| 13            | Gaia Realini (ITA)       | 3e            |
| 14            | Ilaria Sanguineti (ITA)  | AB-3          |
| 15            | Shirin van Anrooij (NED) | AB-3          |
| 16            | Ellen van Dijk (NED)     | 44e           |

| Canyon-SRAM Racing CSR | Canyon-SRAM Racing CSR    | Canyon-SRAM Racing CSR |
| ---------------------- | ------------------------- | ---------------------- |
| Num                    | Coureuse                  | Pos                    |
| 21                     | Elise Chabbey (SUI)       | 26e                    |
| 22                     | Neve Bradbury (AUS)       | 46e                    |
| 23                     | Tiffany Cromwell (AUS)    | 65e                    |
| 24                     | Chloé Dygert (USA)        | 27e                    |
| 25                     | Antonia Niedermaier (GER) | 15e                    |
| 26                     | Soraya Paladin (ITA)      | 60e                    |

| Team dsm-firmenich PostNL DFP | Team dsm-firmenich PostNL DFP | Team dsm-firmenich PostNL DFP |
| ----------------------------- | ----------------------------- | ----------------------------- |
| Num                           | Coureuse                      | Pos                           |
| 31                            | Juliette Labous (FRA)         | 6e                            |
| 32                            | Francesca Barale (ITA)        | 38e                           |
| 33                            | Eleonora Ciabocco (ITA)       | 45e                           |
| 34                            | Josie Nelson (GBR)            | 64e                           |
| 35                            | Églantine Rayer (FRA)         | 72e                           |
| 36                            | Nienke Vinke (NED)            | 10e                           |

| Team Visma \| Lease a Bike TVL | Team Visma \| Lease a Bike TVL | Team Visma \| Lease a Bike TVL |
| ------------------------------ | ------------------------------ | ------------------------------ |
| Num                            | Coureuse                       | Pos                            |
| 41                             | Riejanne Markus (NED)          | 21e                            |
| 42                             | Carlijn Achtereekte (NED)      | 79e                            |
| 43                             | Mijntje Geurts (NED)           | 69e                            |
| 44                             | Maud Oudeman (NED)             | 33e                            |
| 45                             | Rosita Reijnhout (NED)         | 30e                            |
| 46                             | Eva van Agt (NED)              | 32e                            |

| UAE Team ADQ UAD | UAE Team ADQ UAD          | UAE Team ADQ UAD |
| ---------------- | ------------------------- | ---------------- |
| Num              | Coureuse                  | Pos              |
| 51               | Erica Magnaldi (ITA)      | 16e              |
| 52               | Sofia Bertizzolo (ITA)    | AB-3             |
| 53               | Anastasia Carbonari (LAT) | 80e              |
| 54               | Eleonora Gasparrini (ITA) | 51e              |
| 55               | Mikayla Harvey (NZL)      | AB-3             |
| 56               | Elizabeth Holden (GBR)    | 61e              |

| FDJ-Suez FST | FDJ-Suez FST                | FDJ-Suez FST |
| ------------ | --------------------------- | ------------ |
| Num          | Coureuse                    | Pos          |
| 61           | Évita Muzic (FRA)           | 47e          |
| 62           | Loes Adegeest (NED)         | 40e          |
| 63           | Grace Brown (AUS)           | 24e          |
| 64           | Marie Le Net (FRA)          | 67e          |
| 65           | Cecilie Uttrup Ludwig (DEN) | 52e          |
| 66           | Alessia Vigilia (ITA)       | 77e          |

| Liv AlUla Jayco LAJ | Liv AlUla Jayco LAJ      | Liv AlUla Jayco LAJ |
| ------------------- | ------------------------ | ------------------- |
| Num                 | Coureuse                 | Pos                 |
| 71                  | Mavi García (ESP)        | 5e                  |
| 72                  | Caroline Andersson (SWE) | 19e                 |
| 73                  | Ingvild Gåskjenn (NOR)   | 18e                 |
| 74                  | Silke Smulders (NED)     | 25e                 |
| 75                  | Ella Wyllie (NZL)        | 66e                 |
| 76                  | Urška Žigart (SLO)       | 41e                 |

| Fenix-Deceuninck FED | Fenix-Deceuninck FED             | Fenix-Deceuninck FED |
| -------------------- | -------------------------------- | -------------------- |
| Num                  | Coureuse                         | Pos                  |
| 81                   | Pauliena Rooijakkers (NED)       | 12e                  |
| 82                   | Ceylin del Carmen Alvarado (NED) | 63e                  |
| 83                   | Yara Kastelijn (NED)             | 34e                  |
| 84                   | Greta Marturano (ITA)            | 35e                  |
| 85                   | Flora Perkins (GBR)              | 58e                  |
| 86                   | Petra Stiasny (SUI)              | AB-3                 |

| Movistar Team MOV | Movistar Team MOV        | Movistar Team MOV |
| ----------------- | ------------------------ | ----------------- |
| Num               | Coureuse                 | Pos               |
| 91                | Liane Lippert (GER)      | 14e               |
| 92                | Floortje Mackaij (NED)   | 43e               |
| 93                | Sara Martín (ESP)        | 53e               |
| 94                | Mareille Meijering (NED) | 13e               |
| 95                | Paula Patiño (COL)       | 42e               |
| 96                | Claire Steels (GBR)      | 54e               |

| Ceratizit-WNT Pro Cycling WNT | Ceratizit-WNT Pro Cycling WNT | Ceratizit-WNT Pro Cycling WNT |
| ----------------------------- | ----------------------------- | ----------------------------- |
| Num                           | Coureuse                      | Pos                           |
| 101                           | Cédrine Kerbaol (FRA)         | 9e                            |
| 102                           | Sandra Alonso (ESP)           | AB-3                          |
| 103                           | Alice Maria Arzuffi (ITA)     | 23e                           |
| 104                           | Laura Asencio (FRA)           | 70e                           |
| 105                           | Nina Berton (LUX)             | 71e                           |
| 106                           | Marta Jaskulska (POL)         | 56e                           |

| Human Powered Health HPH | Human Powered Health HPH | Human Powered Health HPH |
| ------------------------ | ------------------------ | ------------------------ |
| Num                      | Coureuse                 | Pos                      |
| 111                      | Barbara Malcotti (ITA)   | 20e                      |
| 112                      | Giada Borghesi (ITA)     | 74e                      |
| 113                      | Henrietta Christie (NZL) | AB-3                     |
| 114                      | Katia Ragusa (ITA)       | AB-3                     |
| 115                      | Linda Zanetti (SUI)      | 50e                      |

| Uno-X Mobility UXM | Uno-X Mobility UXM          | Uno-X Mobility UXM |
| ------------------ | --------------------------- | ------------------ |
| Num                | Coureuse                    | Pos                |
| 121                | Mie Bjørndal Ottestad (NOR) | AB-3               |
| 122                | Katrine Aalerud (NOR)       | 31e                |
| 123                | Susanne Andersen (NOR)      | 81e                |
| 124                | Elinor Barker (GBR)         | AB-3               |
| 125                | Anouska Koster (NED)        | 28e                |

| AG Insurance-Soudal Team AGS | AG Insurance-Soudal Team AGS | AG Insurance-Soudal Team AGS |
| ---------------------------- | ---------------------------- | ---------------------------- |
| Num                          | Coureuse                     | Pos                          |
| 131                          | Sarah Gigante (AUS)          | 11e                          |
| 132                          | Mireia Benito (ESP)          | 37e                          |
| 133                          | Julia Borgström (SWE)        | 78e                          |
| 134                          | Lore De Schepper (BEL)       | 8e                           |
| 135                          | Ashleigh Moolman (RSA)       | 7e                           |
| 136                          | Julie Van de Velde (BEL)     | 49e                          |

| Roland CGS | Roland CGS             | Roland CGS |
| ---------- | ---------------------- | ---------- |
| Num        | Coureuse               | Pos        |
| 141        | Elena Hartmann (SUI)   | 36e        |
| 142        | Nathalie Eklund (SWE)  | 76e        |
| 143        | Natalie Grinczer (GBR) | 82e        |
| 144        | Anna Kiesenhofer (AUT) | AB-3       |

| Cofidis COF | Cofidis COF          | Cofidis COF |
| ----------- | -------------------- | ----------- |
| Num         | Coureuse             | Pos         |
| 151         | Julie Bego (FRA)     | 22e         |
| 152         | Morgane Coston (FRA) | AB-3        |
| 153         | Séverine Eraud (FRA) | AB-3        |
| 154         | Špela Kern (SLO)     | AB-3        |
| 155         | Hannah Ludwig (GER)  | 57e         |
| 156         | Nikola Nosková (CZE) | 29e         |

| Suisse SUI | Suisse SUI         | Suisse SUI |
| ---------- | ------------------ | ---------- |
| Num        | Coureuse           | Pos        |
| 161        | Noemi Rüegg        | 17e        |
| 162        | Ginia-Lara Caluori | 39e        |
| 163        | Lea Huber          | 75e        |
| 164        | Noelle Ingold      | AB-3       |
| 165        | Jasmin Liechti     | AB-2       |
| 166        | Léa Stern          | 73e        |

| SD Worx-Protime SDW | SD Worx-Protime SDW      | SD Worx-Protime SDW |
| ------------------- | ------------------------ | ------------------- |
| Num                 | Coureuse                 | Pos                 |
| 1                   | Demi Vollering (NED)     | 2e                  |
| 2                   | Niamh Fisher-Black (NZL) | 4e                  |
| 3                   | Femke Gerritse (NED)     | 68e                 |
| 4                   | Lotte Kopecky (BEL)      | 1re                 |
| 5                   | Christine Majerus (LUX)  | 48e                 |
| 6                   | Femke Markus (NED)       | 59e                 |

| Lidl-Trek LTK | Lidl-Trek LTK            | Lidl-Trek LTK |
| ------------- | ------------------------ | ------------- |
| Num           | Coureuse                 | Pos           |
| 11            | Elisa Balsamo (ITA)      | 55e           |
| 12            | Lauretta Hanson (AUS)    | 62e           |
| 13            | Gaia Realini (ITA)       | 3e            |
| 14            | Ilaria Sanguineti (ITA)  | AB-3          |
| 15            | Shirin van Anrooij (NED) | AB-3          |
| 16            | Ellen van Dijk (NED)     | 44e           |

| Canyon-SRAM Racing CSR | Canyon-SRAM Racing CSR    | Canyon-SRAM Racing CSR |
| ---------------------- | ------------------------- | ---------------------- |
| Num                    | Coureuse                  | Pos                    |
| 21                     | Elise Chabbey (SUI)       | 26e                    |
| 22                     | Neve Bradbury (AUS)       | 46e                    |
| 23                     | Tiffany Cromwell (AUS)    | 65e                    |
| 24                     | Chloé Dygert (USA)        | 27e                    |
| 25                     | Antonia Niedermaier (GER) | 15e                    |
| 26                     | Soraya Paladin (ITA)      | 60e                    |

| Team dsm-firmenich PostNL DFP | Team dsm-firmenich PostNL DFP | Team dsm-firmenich PostNL DFP |
| ----------------------------- | ----------------------------- | ----------------------------- |
| Num                           | Coureuse                      | Pos                           |
| 31                            | Juliette Labous (FRA)         | 6e                            |
| 32                            | Francesca Barale (ITA)        | 38e                           |
| 33                            | Eleonora Ciabocco (ITA)       | 45e                           |
| 34                            | Josie Nelson (GBR)            | 64e                           |
| 35                            | Églantine Rayer (FRA)         | 72e                           |
| 36                            | Nienke Vinke (NED)            | 10e                           |

| Team Visma \| Lease a Bike TVL | Team Visma \| Lease a Bike TVL | Team Visma \| Lease a Bike TVL |
| ------------------------------ | ------------------------------ | ------------------------------ |
| Num                            | Coureuse                       | Pos                            |
| 41                             | Riejanne Markus (NED)          | 21e                            |
| 42                             | Carlijn Achtereekte (NED)      | 79e                            |
| 43                             | Mijntje Geurts (NED)           | 69e                            |
| 44                             | Maud Oudeman (NED)             | 33e                            |
| 45                             | Rosita Reijnhout (NED)         | 30e                            |
| 46                             | Eva van Agt (NED)              | 32e                            |

| UAE Team ADQ UAD | UAE Team ADQ UAD          | UAE Team ADQ UAD |
| ---------------- | ------------------------- | ---------------- |
| Num              | Coureuse                  | Pos              |
| 51               | Erica Magnaldi (ITA)      | 16e              |
| 52               | Sofia Bertizzolo (ITA)    | AB-3             |
| 53               | Anastasia Carbonari (LAT) | 80e              |
| 54               | Eleonora Gasparrini (ITA) | 51e              |
| 55               | Mikayla Harvey (NZL)      | AB-3             |
| 56               | Elizabeth Holden (GBR)    | 61e              |

| FDJ-Suez FST | FDJ-Suez FST                | FDJ-Suez FST |
| ------------ | --------------------------- | ------------ |
| Num          | Coureuse                    | Pos          |
| 61           | Évita Muzic (FRA)           | 47e          |
| 62           | Loes Adegeest (NED)         | 40e          |
| 63           | Grace Brown (AUS)           | 24e          |
| 64           | Marie Le Net (FRA)          | 67e          |
| 65           | Cecilie Uttrup Ludwig (DEN) | 52e          |
| 66           | Alessia Vigilia (ITA)       | 77e          |

| Liv AlUla Jayco LAJ | Liv AlUla Jayco LAJ      | Liv AlUla Jayco LAJ |
| ------------------- | ------------------------ | ------------------- |
| Num                 | Coureuse                 | Pos                 |
| 71                  | Mavi García (ESP)        | 5e                  |
| 72                  | Caroline Andersson (SWE) | 19e                 |
| 73                  | Ingvild Gåskjenn (NOR)   | 18e                 |
| 74                  | Silke Smulders (NED)     | 25e                 |
| 75                  | Ella Wyllie (NZL)        | 66e                 |
| 76                  | Urška Žigart (SLO)       | 41e                 |

| Fenix-Deceuninck FED | Fenix-Deceuninck FED             | Fenix-Deceuninck FED |
| -------------------- | -------------------------------- | -------------------- |
| Num                  | Coureuse                         | Pos                  |
| 81                   | Pauliena Rooijakkers (NED)       | 12e                  |
| 82                   | Ceylin del Carmen Alvarado (NED) | 63e                  |
| 83                   | Yara Kastelijn (NED)             | 34e                  |
| 84                   | Greta Marturano (ITA)            | 35e                  |
| 85                   | Flora Perkins (GBR)              | 58e                  |
| 86                   | Petra Stiasny (SUI)              | AB-3                 |

| Movistar Team MOV | Movistar Team MOV        | Movistar Team MOV |
| ----------------- | ------------------------ | ----------------- |
| Num               | Coureuse                 | Pos               |
| 91                | Liane Lippert (GER)      | 14e               |
| 92                | Floortje Mackaij (NED)   | 43e               |
| 93                | Sara Martín (ESP)        | 53e               |
| 94                | Mareille Meijering (NED) | 13e               |
| 95                | Paula Patiño (COL)       | 42e               |
| 96                | Claire Steels (GBR)      | 54e               |

| Ceratizit-WNT Pro Cycling WNT | Ceratizit-WNT Pro Cycling WNT | Ceratizit-WNT Pro Cycling WNT |
| ----------------------------- | ----------------------------- | ----------------------------- |
| Num                           | Coureuse                      | Pos                           |
| 101                           | Cédrine Kerbaol (FRA)         | 9e                            |
| 102                           | Sandra Alonso (ESP)           | AB-3                          |
| 103                           | Alice Maria Arzuffi (ITA)     | 23e                           |
| 104                           | Laura Asencio (FRA)           | 70e                           |
| 105                           | Nina Berton (LUX)             | 71e                           |
| 106                           | Marta Jaskulska (POL)         | 56e                           |

| Human Powered Health HPH | Human Powered Health HPH | Human Powered Health HPH |
| ------------------------ | ------------------------ | ------------------------ |
| Num                      | Coureuse                 | Pos                      |
| 111                      | Barbara Malcotti (ITA)   | 20e                      |
| 112                      | Giada Borghesi (ITA)     | 74e                      |
| 113                      | Henrietta Christie (NZL) | AB-3                     |
| 114                      | Katia Ragusa (ITA)       | AB-3                     |
| 115                      | Linda Zanetti (SUI)      | 50e                      |

| Uno-X Mobility UXM | Uno-X Mobility UXM          | Uno-X Mobility UXM |
| ------------------ | --------------------------- | ------------------ |
| Num                | Coureuse                    | Pos                |
| 121                | Mie Bjørndal Ottestad (NOR) | AB-3               |
| 122                | Katrine Aalerud (NOR)       | 31e                |
| 123                | Susanne Andersen (NOR)      | 81e                |
| 124                | Elinor Barker (GBR)         | AB-3               |
| 125                | Anouska Koster (NED)        | 28e                |

| AG Insurance-Soudal Team AGS | AG Insurance-Soudal Team AGS | AG Insurance-Soudal Team AGS |
| ---------------------------- | ---------------------------- | ---------------------------- |
| Num                          | Coureuse                     | Pos                          |
| 131                          | Sarah Gigante (AUS)          | 11e                          |
| 132                          | Mireia Benito (ESP)          | 37e                          |
| 133                          | Julia Borgström (SWE)        | 78e                          |
| 134                          | Lore De Schepper (BEL)       | 8e                           |
| 135                          | Ashleigh Moolman (RSA)       | 7e                           |
| 136                          | Julie Van de Velde (BEL)     | 49e                          |

| Roland CGS | Roland CGS             | Roland CGS |
| ---------- | ---------------------- | ---------- |
| Num        | Coureuse               | Pos        |
| 141        | Elena Hartmann (SUI)   | 36e        |
| 142        | Nathalie Eklund (SWE)  | 76e        |
| 143        | Natalie Grinczer (GBR) | 82e        |
| 144        | Anna Kiesenhofer (AUT) | AB-3       |

| Cofidis COF | Cofidis COF          | Cofidis COF |
| ----------- | -------------------- | ----------- |
| Num         | Coureuse             | Pos         |
| 151         | Julie Bego (FRA)     | 22e         |
| 152         | Morgane Coston (FRA) | AB-3        |
| 153         | Séverine Eraud (FRA) | AB-3        |
| 154         | Špela Kern (SLO)     | AB-3        |
| 155         | Hannah Ludwig (GER)  | 57e         |
| 156         | Nikola Nosková (CZE) | 29e         |

| Suisse SUI | Suisse SUI         | Suisse SUI |
| ---------- | ------------------ | ---------- |
| Num        | Coureuse           | Pos        |
| 161        | Noemi Rüegg        | 17e        |
| 162        | Ginia-Lara Caluori | 39e        |
| 163        | Lea Huber          | 75e        |
| 164        | Noelle Ingold      | AB-3       |
| 165        | Jasmin Liechti     | AB-2       |
| 166        | Léa Stern          | 73e        |